# Parque Nacional Lal Suhanra
O Parque Nacional Lal Suhanra é um parque nacional do Paquistão situado no distrito de Baaualpur, província de Punjabe. Lal Suhanra é um dos maiores parques nacionais do sul da Ásia e, também, uma Reserva de Biosfera declarada pela UNESCO. Lal Sohanra possui cerca de 162 568 acres e é notável pela diversidade de sua paisagem, que inclui áreas de desertos, florestas e zonas úmidas.

## Geografia
O próprio parque está situado a cerca de 35 quilômetros a leste de Baaualpur e apresenta uma síntese da floresta e da vida no deserto. Ele ocupa a terra em ambos os lados do canal Branch e é distribuído em uma área de 127.480 acres (51.368 hectares) - dos quais 20.974 acres (8.491 hectares) são terrenos verdes (plantações irrigadas), 101.726 acres (40.942 hectares) estão secas terra (deserto) e 4.780 acres são terra molhada (lagoas e lagos). O terreno do parque é geralmente plano, intercalado com dunas de areia que medem entre 1 e 6 metros de altura e que ocupam até milhares de acres cada.
A reserva de biosfera é atravessada pelo leito seco do rio Gagar e compreende o lago Patisar e as terras irrigadas. Funcionários disseram que as árvores indígenas como palmeiras indianas e Acacia karroo serão plantadas em 1.212 acres de terra estéril na reserva de vida selvagem.

## Atrações
O governo Punjabe planeja converter o Parque Nacional Lal Sohanra em um parque safari de vida selvagem de padrão internacional. Uma das suas atrações mais proeminentes é atualmente o safari de leão, que permite aos hóspedes ver leões em seu habitat natural de perto. Além disso, o conjunto de criação cativa do parque possui um par de rinocerontes indianos que foram oferecidos pelo Nepal. Rhinos foram encontrados no extremo oeste do vale de Peshawar durante o reinado Mughal do imperador Babur, mas agora estão extintos no Paquistão.

Mais de 400 animais estão sendo criados no parque Lal Sohanra , incluindo uma grande população de antílope-negro, uma raça de antílope mais notável por seu pronunciado dimorfismo sexual. O parque é constantemente fornecido com novos antílope-negro, a fim de estender seus esforços para a conservação antílope-negro.